# Jan Dorantt
Jan Dorantt (ur. 4 marca 1899 w Zwierzyńcu, zm. 31 sierpnia 1971 w Falkirk) – podpułkownik saperów Wojska Polskiego.

## Życiorys
Urodził się 4 marca 1899 roku w Zwierzyńcu. W Kijowie ukończył szkołę, zdał maturę i też tam należał do Polskiej Organizacji Wojskowej. W listopadzie 1918 roku wstąpił do Wojska Polskiego. Został przydzielony do 7 pułku ułanów. Od 10 marca do 1 października 1919 roku był uczniem klasy „M” w Szkole Podchorążych Piechoty w Ostrowi Mazowieckiej. Szkołę ukończył z 64. lokatą na 123 absolwentów. Pełni obowiązki dowódcy szkoły podoficerskiej w kompanii zapasowej saperów nr 2. W marcu 1920 roku jako adiutant IX batalionu saperów został skierowany na front.
1 czerwca 1921 roku pełnił służbę w dowództwie 2 Armii, a jego oddziałem macierzystym był 2 pułk Saperów Kaniowskich. W 2 pułku saperów służył do 1934 roku na stanowisku adiutanta XXVII batalionu saperów, kierownika składów i warsztatów technicznych, dowódcy kompanii saperów, komendanta parku i dowódcy kompanii szkolnej. W 1925 roku ukończył 7-miesięczny Kurs Doskonalenia Oficerów w Kościuszkowskim Obozie Szkolnym Saperów. W 1935 roku został wykładowcą w Szkole Podchorążych Saperów. W 1937 roku został przeniesiony do 4 batalionu saperów w Przemyślu na stanowisko dowódcy kompanii saperów. W styczniu 1939 roku, po przeformowaniu 4 batalionu saperów w 4 pułk saperów, objął w nim stanowisko dowódcy I batalionu.
W 1939 roku, w czasie mobilizacji alarmowej, objął dowództwo 90 batalionu saperów. Na czele tego pododdziału walczył w kampanii wrześniowej. Następnie przedostał się na Zachód, gdzie był dowódcą 10 kompanii saperów. Od sierpnia 1943 roku do 10 czerwca 1947 roku, w stopniu podpułkownika, był dowódcą saperów 1 Dywizji Pancernej, z którą przebył cały szlak bojowy.

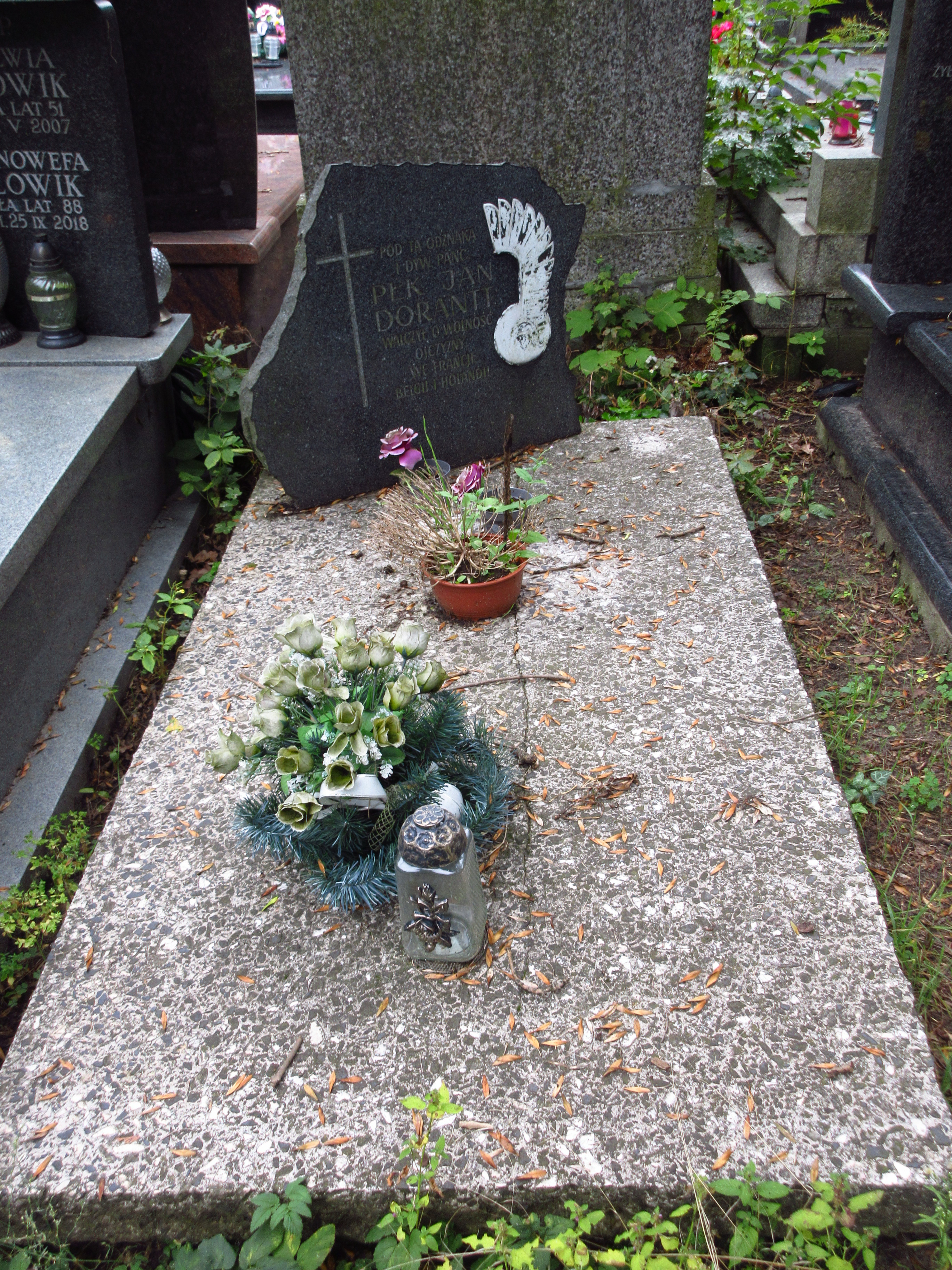
Grób Jana Dorantta na Cmentarzu Bródnowskim.

Po wojnie osiedlił się w Anglii. W 1954 roku został dyrektorem fabryki w Falkirk w Szkocji. „Był bardzo dobrym oficerem, niezwykle zdolnym, pracowitym i wytrwałym, posiadającym gruntowną wiedzę techniczną, pasjonującym się naukami technicznymi i elektrotechniką. Był jednym z propagatorów zmodernizowania i utechnicznienia saperów”. Pochowany na cmentarzu Bródnowskim w Warszawie (kwatera 108N-6-16).

## Awanse
- podporucznik – 3 maja 1922 ze starszeństwem z dniem 1 czerwca 1919 roku i 38. lokatą w korpusie oficerów inżynierii i saperów[10].
- porucznik – ze starszeństwem z dniem 1 listopada 1920 roku[11]
- kapitan – 29 stycznia 1932 ze starszeństwem z dniem 1 stycznia 1932 roku i 4. lokatą w korpusie oficerów inżynierii i saperów[12].
- major – ze starszeństwem z dniem 19 marca 1939 lokata 13[13][14]

## Ordery i odznaczenia
- Krzyż Srebrny Orderu Wojennego Virtuti Militari nr 11150[15]
- Krzyż Walecznych
- Medal Wojska[16]
- Medal Niepodległości (2 sierpnia 1931)[17]
- Srebrny Krzyż Zasługi (19 marca 1931)[18]
- Medal Pamiątkowy za Wojnę 1918–1921
- Medal Dziesięciolecia Odzyskanej Niepodległości
- Krzyż Legionowy
- Order Wybitnej Służby (Wielka Brytania)[19]
- Krzyż Wojenny z palmą (Francja)[20]